# Harvard Business School

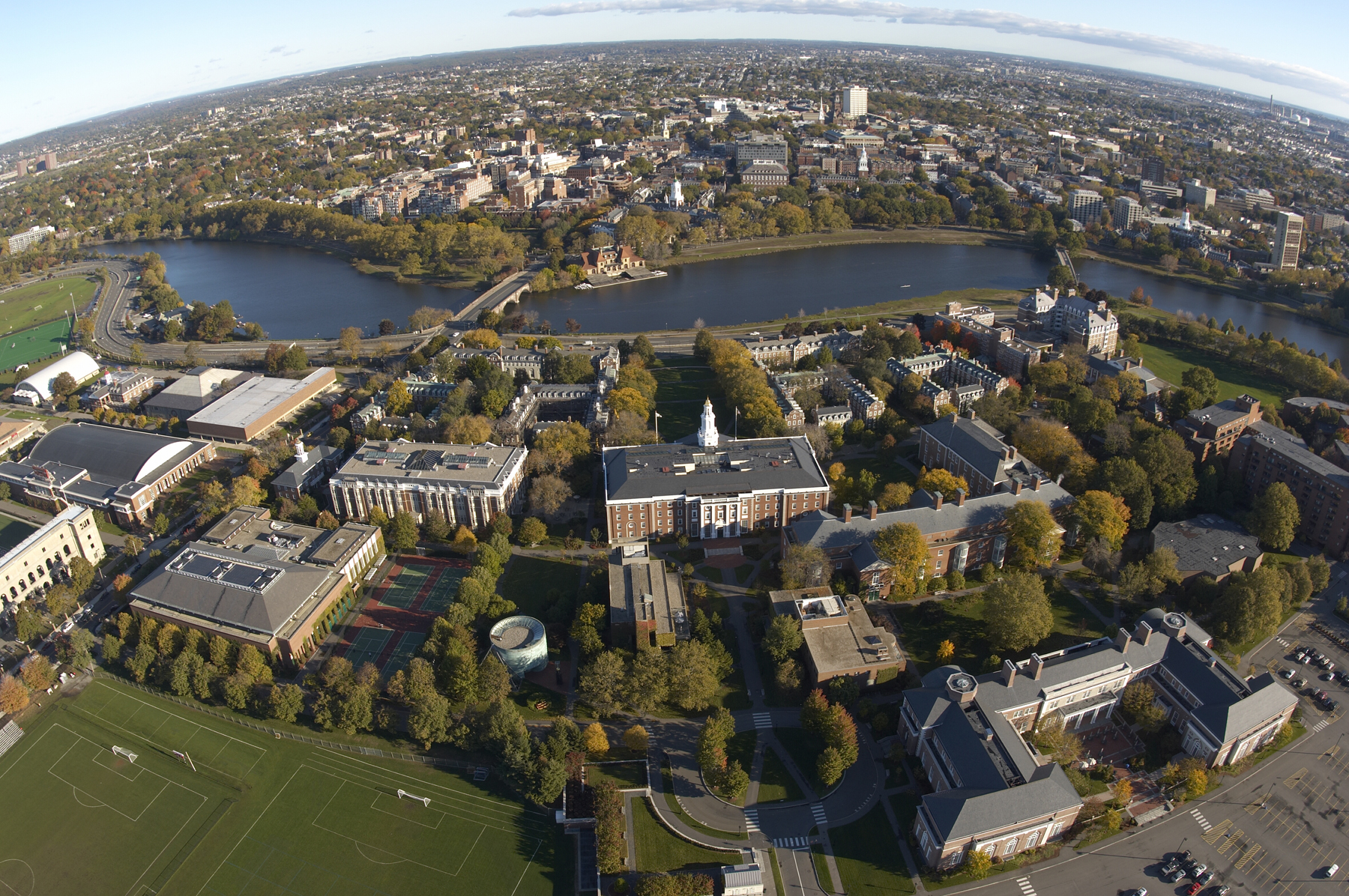
Luchtopname van Harvard Business School

De Harvard Business School (HBS) is een van de faculteiten (schools) van Harvard. De officiële naam is: Harvard University Graduate School of Business Administration: George F. Baker Foundation. Ze wordt beschouwd als een van de beste en meest prestigieuze bedrijfskundige faculteiten ter wereld.

## Geschiedenis
De HBS begon in 1908 in Cambridge (Massachusetts); in 1927 verhuisde ze naar Boston. Ze biedt onder meer een voltijd-MBA-opleiding aan. Voor onderwijs hanteert men het case-systeem (een socratische methode).
Onderdeel van de HBS is de Harvard Business School Press, die boeken, cases en de maandelijkse Harvard Business Review uitgeeft.

## Bekende stafleden
Bekende (oud-)stafleden zijn onder meer Robert Kaplan, Michael Porter, Elton Mayo, Anita Elberse en Nobelprijswinnaar Robert C. Merton.

## Bekende studenten
Bekende voormalige studenten zijn onder anderen George W. Bush, Michael Bloomberg, Maurice Lippens en Robert McNamara.